# Resolució 267 del Consell de Seguretat de les Nacions Unides
La Resolució 267 del Consell de Seguretat de les Nacions Unides, aprovada per unanimitat el 3 de juliol de 1969 després de reafirmar la resolució 252, demana a Israel que rescindeixi les mesures d'annexió de Jerusalem Est. El Consell també va concloure que en cas de resposta negativa o no resposta d'Israel, es tornaria a parlar per discutir noves mesures.